# Nathrius brevipennis
Nathrius brevipennis là một loài bọ cánh cứng trong họ Cerambycidae.